# Ring Sneek
De Ring Sneek is de ringweg van de Friese stad Sneek. 

## Historie
Minister Van Aartsen maakte in 1965 bekend dat men een jaar later zou beginnen met de grondverwerving voor een zuidelijke rondweg om Sneek. De opleveringsdatum werd gepland in 1971, maar dit liep uit tot 1975. Hierbij werd aangemerkt dat Rijksweg 43 binnen vijf jaar zou worden omgebouwd tot nieuwe autosnelweg. Tot die tijd vervulde de Stadsrondweg Zuid een dubbelfunctie als stadsweg en als rijksweg, mede hierdoor werd besloten om de overgang met de spoorlijn Sneek-Stavoren gelijkvloers uit te voeren. 
Twee jaar later bleek dat de regering in het Structuurschema Verkeer en Vervoer de nieuwe autosnelweg niet voor 1990 wou aanleggen, hierop stuurde de Gemeente Sneek een brief naar de regering. In 1980 werd er in de Tweede Kamer gesproken over de verkeerssituatie, maar zonder direct resultaat. Het CDA bleef zich inzetten voor het verbeteren de verkeerssituatie ten zuiden van Sneek en Minister Tuijnman laat in 1984 een onderzoek instellen naar de mogelijkheden tot de aanleg van een snelweg.
In de Nota Optimalisering Stadsrondweg Sneek (1987) wordt vastgesteld dat de oversteek van fietsers tussen de omliggende woonwijken kan worden verbeterd door de aanleg van vier fietstunnels (onder meer de huidige Tinga-tunnel en Lemmerwegtunnel). De kosten voor de aanleg van de tunnels bedroeg 8 miljoen gulden.
Minister Maij-Weggen schrapt de A7 bij Sneek in 1990 uit het SVV-II omdat het niet past bij het regeringsbeleid om autoverkeer terug te dringen. In 1993 komt de aanleg van de A7 op dit traject weer ter sprake door inmenging van Gedeputeerde Staten, uiteindelijk komt er een tracéwetstudie naar de aanleg van de snelweg. In 1996 blijkt dat er elf alternatieven zijn, waarvan een aantal wordt aangeboden aan de betrokken ministers. In 1997 gaat het tracébesluit een inspraakprocedure in.
In 2000 wordt besloten om dit traject van de Rijksweg 7 aan te passen. Ten westen van de Geeuw komt een nieuw tracé, het oostelijk deel (dus aan de andere zijde van de rivier) gaat over het tracé van de oude Stadsrondweg zuid. De ontsluiting van de woonwijken gaat hiermee achteruit en er de bevolking is niet eensluidend positief over de plannen. De minister neemt een positief besluit tot de verbouwing van dit traject. Er komen nieuwe wegdelen (op een deels nieuw traject), rotondes en afritten richting de woonwijken. Er worden twee tunnels aangelegd, het Houkesloot Aquaduct en het Geeuwaquaduct (ter vervanging van de Geeuwbruggen). Voor de ontsluiting van de woonwijken zijn de twee markante houten bruggen Krúsrak en Dúvelsrak over de weg geplaatst. De afritten hebben een nummering tussen 20 en 22 (van zuidwest naar zuidoost).

## Huidige situatie
De Ring Sneek is sinds 2011 de benaming voor de gehele ringweg om Sneek. Met de klok mee, beginnend in het noorden, bestaat deze nu uit: N354 (aansluiting richting Leeuwarden), Houkesloot Aquaduct, aansluiting op de N7 (A7), de houten bruggen Krúsrak en Dúvelsrak, Geeuwaquaduct, aansluiting via de State As (ten westen van de stad) op de Pophornsterbrug en Stadsrondweg Noord. Het gehele traject is 80 kilometerweg en onderdeel van de N354. Alwaar het traject over de A7 loopt is deze snelweg een autoweg (N7) waar ook een maximumsnelheid geldt van 80 kilometer per uur.
Almelo · Almere · Alkmaar · Alphen aan den Rijn · Apeldoorn · Assen · Barendrecht · Bergen op Zoom · Den Haag · Dordrecht · Eindhoven · Enschede · Groningen · 's-Hertogenbosch · Hilversum · Hoofddorp · Houten · Leeuwarden · Oud-Beijerland · Parkstad Limburg · Sneek · Tilburg · Utrecht · Weert · Zoetermeer · Zwolle

Ringwegen geheel uitgevoerd als autosnelweg: Amsterdam · Rotterdam

Opgeheven: Maastricht